# محافظة بونغهوا
محافظة بونغهوا ((هانغل: 봉화군): بونغهوا غون) هي محافظة تقع في مقاطعة غيونغسانغ الشمالية، كوريا الجنوبية. وبلغ عدد سكانها 33,894 نسمة، سنة 2013.

## أعلام
- كيم كي دوك
- لي سونج-مين

## وصلات خارجية
- الموقع الإلكتروني لحكومة المحافظة